# ケプラー395c
ケプラー395c(Kepler-395c)は、居住適性を持つ可能性のある太陽系外惑星である。はくちょう座の方角に地球から約616光年の距離に位置する。

## 居住適性と性質
M型主系列星の周りを公転する。半径は地球の1.32 ± 0.09倍で、恒星から0.177天文単位の軌道を34.9893日の周期で公転する。恒星との距離が近いことから潮汐固定されているとみられ、常に同じ面を恒星の方に向けている。そのため、ある面は焼け付くほど暑くなり、別の面は厳しい寒さとなる。しかし、それらの間のわずかな領域は、居住適性を持つと考えられる。十分に厚い大気を持つ場合、居住適性は惑星全体に及ぶ可能性もある。
| 地球 | ケプラー395c |
| ---- | ------------ |
| 地球 | Exoplanet    |